# Comuna Cehal, Satu Mare
Cehal (în maghiară: Oláhcsaholy) este o comună în județul Satu Mare, Transilvania, România, formată din satele Cehal, Cehăluț (reședința) și Orbău.

## Demografie
Componența etnică a comunei Cehal
     Români (62%)
     Maghiari (32,06%)
     Alte etnii (1,02%)
     Necunoscută (4,93%)
Componența confesională a comunei Cehal
     Ortodocși (61,69%)
     Reformați (31,35%)
     Alte religii (1,56%)
     Necunoscută (5,39%)
Conform recensământului efectuat în 2021, populația comunei Cehal se ridică la 1.279 de locuitori, în scădere față de recensământul anterior din 2011, când fuseseră înregistrați 1.594 de locuitori. Majoritatea locuitorilor sunt români (62%), cu o minoritate de maghiari (32,06%), iar pentru 4,93% nu se cunoaște apartenența etnică. Din punct de vedere confesional, majoritatea locuitorilor sunt ortodocși (61,69%), cu o minoritate de reformați (31,35%), iar pentru 5,39% nu se cunoaște apartenența confesională.

## Politică și administrație
Comuna Cehal este administrată de un primar și un consiliu local compus din 9 consilieri. Primarul, Gheorghe Jurchiș[*], de la Coaliția Națională pentru România, este în funcție din 2008. Începând cu alegerile locale din 2024, consiliul local are următoarea componență pe partide politice:
|  | Partid                                 | Consilieri | Componența Consiliului | Componența Consiliului | Componența Consiliului | Componența Consiliului | Componența Consiliului |
|  | -------------------------------------- | ---------- | ---------------------- | ---------------------- | ---------------------- | ---------------------- | ---------------------- |
|  | Coaliția Națională pentru România      | 5          |                        |                        |                        |                        |                        |
|  | Uniunea Democrată Maghiară din România | 2          |                        |                        |                        |                        |                        |
|  | Forța Dreptei                          | 1          |                        |                        |                        |                        |                        |
|  | Partidul Mișcarea Populară             | 1          |                        |                        |                        |                        |                        |

## Personalități născute aici
- Coriolan Pop (n. 1926), politician comunist.